# Постріл (роман)
«Постріл» (рос. «Выстрел») — повість Анатолія Рибакова, вийшла з друку у 1975 році. Третя книга трилогії «Кортик» — «Бронзовий птах» — «Постріл».
Книжка перекладена багатьма мовами.

## Сюжет
Історичний фон книжки — ранні роки РРФСР, нова економічна політика. Головні герої, що подорослішали, вступають у доросле життя. Мишко Поляков розкриває вбивства інженера Зиміна, що дозволяє зняти звинувачення з невинної людини.

## Екранізації
- «Останнє літо дитинства» (1974) — художній фільм режисера Валерія Рубінчика.